# Facultad de Medicina Clínica Alemana - Universidad del Desarrollo
La Facultad de Medicina Clínica Alemana Universidad del Desarrollo es una de las once facultades de la Universidad del Desarrollo (UDD). Reúne a nueve carreras de pregrado, junto a sus respectivos programas de postgrado, y a ocho centros de investigación, seis programas y un observatorio, agrupados en el Instituto de Ciencias e Innovación en Medicina (ICIM).
La facultad posee una alianza estratégica con la Clínica Alemana de Santiago y un convenio asistencial-docente con el Hospital Padre Hurtado, vigente hasta 2028.[cita requerida]

## Historia

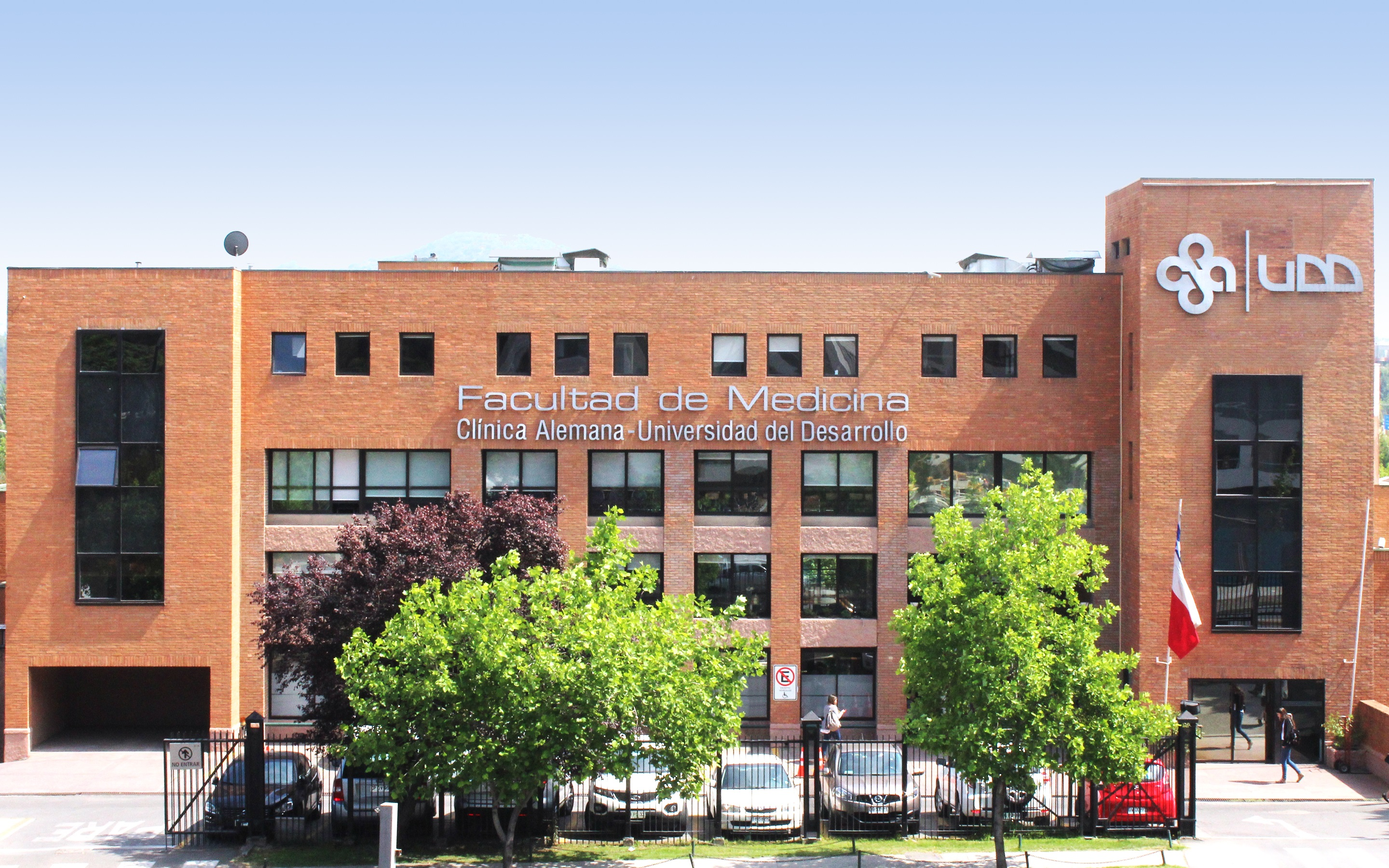

En 2001, la Universidad del Desarrollo y Clínica Alemana firman un acuerdo para la creación de la Facultad. Ese mismo año se firma una alianza que se materializa en un convenio asistencial-docente entre Clínica Alemana, el Hospital Padre Hurtado (HPH) y el Servicio de Salud Metropolitano Sur Oriente (SSMSO), que incluye como centro formador a la Universidad del Desarrollo y convierte al HPH en el principal campo clínico de la Facultad.
El 2002 se comienzan a impartir las carreras de Medicina y Enfermería, y a partir del año siguiente se suscriben convenios con distintas instituciones de salud.[cita requerida] El 2003 se adhiere la red de salud del HPH, con los consultorios de La Granja, San Ramón y La Pintana como campos clínicos de la Facultad de Medicina CAS-UDD. 
El 2004, la Corporación Chileno Alemana de Beneficencia financió la construcción de un módulo asistencial-docente en el Hospital Padre Hurtado, al que le siguieron otros dos módulos en 2010 y 2014. 
El 2005, ingresó la primera generación de Odontología; mientras que el 2007 lo hicieron los alumnos de Nutrición y Dietética, Tecnología Médica, Kinesiología y Fonoaudiología.
El 2009 se inaugura el edificio de la Clínica Odontológica UDD, en la comuna de La Florida, que cuenta con instalaciones para actividades docentes asistenciales de la carrera de Odontología y también de Kinesiología, Fonoaudiología, Nutrición y Dietética, y Psicología.
En 2016, la Facultad de Medicina Clínica Alemana Universidad del Desarrollo contaba con más de 1200 académicos y 2000 titulados. Cada año ingresan cerca de 600 nuevos alumnos.[cita requerida]
En 2019, abrió sus puertas la carrera de Obstetricia; mientras que en 2020, ingresarán los primeros alumnos de la recién creada carrera de Terapia Ocupacional. 

## Carreras
- Nutrición y Dietética (7 años acreditada)
- Medicina (6 años acreditada)
- Odontología (6 años acreditada)
- Enfermería (5 años acreditada)
- Tecnología Médica (5 años acreditada)
- Kinesiología (5 años acreditada)
- Fonoaudiología (5 años acreditada)
- Obstetricia
- Terapia Ocupacional
- Química y Farmacia (A partir de 2025)

## Postgrado
Actualmente, la Facultad ofrece varios programas de postgrado:
- Doctorado en Ciencias e Innovación en Medicina
- Magíster de Gestión en Salud
- Magíster Interuniversitario de Bioética
- Magíster en Terapia Física y Rehabilitación
- Magíster en Estrategias de Intervención Vocal
- Magíster en Manejo Integral de los Trastornos Alimentarios y Obesidad

Además ofrece más de 40 diplomados, más 25 especialidades y subespecialidades médicas, 31 postítulos temáticos y siete especialidades odontológicas en CAS y HPH.

## ICIM
El Instituto de Ciencias e Innovación en Medicina (ICIM) es un centro de investigación conformado por:
- Centro de Bioética
- Centro de Epidemiología y Políticas de Salud
- Centro de Medicina Regenerativa
- Centro de Genética y Genómica
- Centro de Fisiología Celular e Integrativa
- Centro de Química Médica
- Centro de Informática Biomédica
- Centro de Estudios Clínicos
- Programa Estudios Sociales en Salud
- Programa de Inmunogenética e Inmunología Traslacional
- Programa Genómica Microbiana
- Programa Enfermedades poco frecuentes
- Programa Hantavirus y Zoonosis
- Programa de Comunicación Celular en Cáncer
- Observatorio de Bioética y Derecho

## Infraestructura
La Facultad de Medicina Clínica Alemana Universidad del Desarrollo cuenta con cerca de 33.400 metros cuadrados construidos, divididos en el Campus Las Condes (10.000), Campus Rector Ernesto Silva Bafalluy (4.000), Clínica UDD (14.000), Hospital Padre Hurtado (3.400) y boxes de atención en los Centros de Salud Familiar (Cesfam) Malaquías Concha y El Roble. En 2021 se inauguró el nuevo edificio en el Campus Rector Ernesto Silva Bafalluy, que incluye los laboratorios de investigación y docencia con que cuenta la Facultad. 
Los tres módulos docentes del Hospital Padre Hurtado cuentan con boxes de atención para la comunidad; salas de clases, de uso comunitario y de simulación; un gimnasio de tratamiento y rehabilitación; y espacios para la atención a personas con Epidermólisis Bullosa (Fundación DEBRA Chile) y con Síndrome de Down.
La Clínica UDD, principal campo clínico de la carrera de Odontología, cuenta con 100 sillones dentales, tres pabellones de cirugía, un laboratorio de yeso, cinco salas de rayos X, una central de esterilización, tres auditorios, cinco salas de clases, laboratorios de computación, biblioteca y salas de estudio, además de instalaciones adaptadas como gimnasios de Kinesioterapia y salas de Audiometría.[cita requerida]

## Campos clínicos
- Clínica Alemana de Santiago
- Hospital Padre Hurtado
- Clínica UDD
- Red de Atención Primaria de Salud de las comunas de San Ramón, La Pintana y La Granja
- Instituto Nacional del Cáncer
- Clínica Dávila
- Instituto Teletón
- Coaniquem
- Fundación Gantz
- Fundación Arturo López Pérez
- Hogar San José
- Hogar Israelita de Ancianos
- Hogar de Cristo
- Hogares Alemanes S.A.
- Junta Nacional de Jardines Infantiles
- Corporación para la Nutrición Infantil
- Consejo Nacional de Protección a la Ancianidad